# N 4 (Senegal)

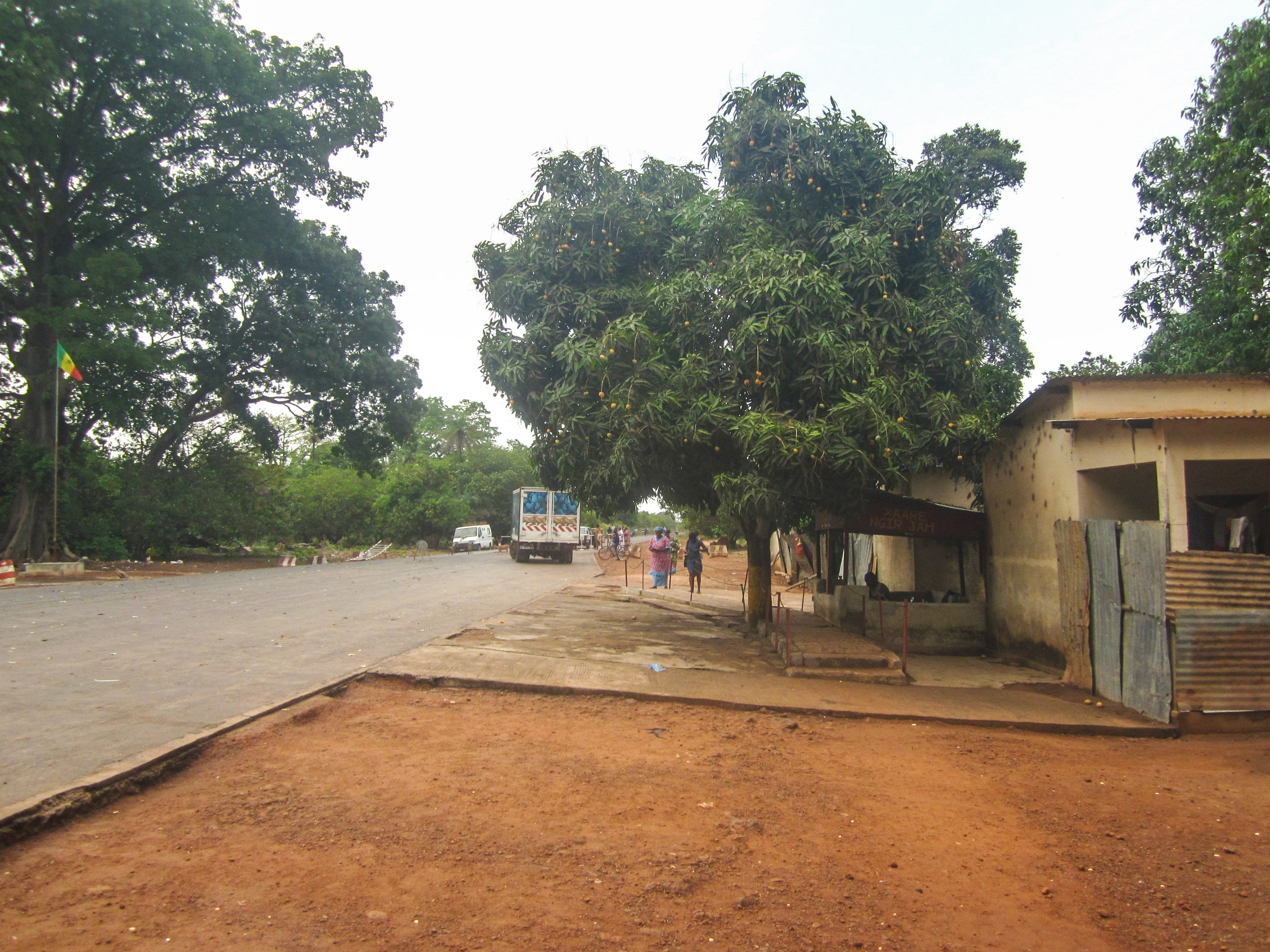
Ende der N4 am Grenzübergang Mpack–São Domingos (Guinea-Bissau)

Die N 4 ist eine der Nationalstraßen vom Westen in den Süden Senegals. Da sie den Verkehr auf dem Trans-Gambia Highway durch das Transitland Gambia führt, ist sie auch als Transgambienne bekannt.
Der Straßenverlauf beginnt im Stadtzentrum der im Senegal zentral gelegenen Stadt Diourbel an einer Verzweigung von der N 3. Ursprünglich begann die Strecke weiter südlich in Kaolack, die nunmehr zu einem wichtigen Etappenort geworden ist. Das Ende der N4 liegt im Südwesten südlich von Ziguinchor an der Grenze zu Guinea-Bissau und die Strecke bis dahin ist 337 Kilometer lang. Ohne die 25 Kilometer lange Transitstrecke in Gambia misst sie 312 Kilometer.
Die N4 ist die kürzeste Nord-Süd-Verbindung aus dem Kernland des Senegal in die isoliert südlich von Gambia gelegene fruchtbare und relativ dicht besiedelte Landschaft der Casamance. Allerdings hat der Verkehr auf dem Transitweg durch Gambia zweimal eine Staats- und Zollgrenze zu passieren und wird durch den Gambia aufgehalten, der nur mit einer Fähre und seit Januar 2019 auf der mautpflichtigen Senegambia Bridge überquert werden kann.
Der Bau der Straße erfolgte in den 1950er Jahren. Ob der Fernverkehr tatsächlich auf der Transgambienne rollte oder dieser lieber die viel längere Umgehung über Tambacounda im Osten des Landes auf der N 1 und der N 6 benutzte, hing im Wesentlichen von den politischen Beziehungen zwischen Senegal und Gambia ab. Als Anfang 2016 die gambischen Transitgebühren über Nacht verhundertfacht wurden, wurde die Transgambienne regelrecht boykottiert. Nach dem Machtwechsel in Gambia 2017 hat sich die Lage wesentlich entspannt.
Über zwei Teilstücke der N4 führt der Dakar-Lagos-Highway, einer der Trans-African Highways. Das erste Stück reicht von der N1 in Kaolack bis zum Abzweig der N 5 am linken südlichen Saloumufer (4 km) und das zweite Stück reicht von der Einmündung der N5 in Bignona bis zur Grenze nach Guinea-Bissau (47 km). Zwischen diesen beiden Teilstücken folgt der Dakar-Lagos-Highway dem Verlauf der N5.